# ATP World of Doubles 1979
L'ATP World of Doubles 1979 è stato un torneo di tennis giocato sul cemento. È stata la 4ª edizione dell'ATP World of Doubles, che fa parte del Colgate-Palmolive Grand Prix 1979. Si sono giocati a Woodlands negli Stati Uniti, dal 16 al 22 settembre 1979.

## Campioni

### Doppio
Marty Riessen /  Sherwood Stewart hanno battuto in finale  Bob Carmichael /  Tim Gullikson con il punteggio di 6–3, 2–2, ritiro